# Gens Aecia
La gens Aecia (en latín, gens Aetia) fue una oscura familia romana del Imperio que compartían el nomen Aecio.
El más importante exponente de la gens que adquirió importancia fue Flavio Aecio (en latín, Flavius Aetius; c. 390-454) fue un general y estadista romano del período final del Imperio romano de Occidente. Fue comandante militar y el hombre más influyente del Imperio durante dos décadas (433-454), cuando dirigió la política frente a los ataques de los federados bárbaros asentados en todo Occidente.

## Antiguos miembros
- Quinto Aecio Víctor, hombre mencionado en una tablilla.[1]
- Quinto Aecio Apolonio, hombre mencionado en una tablilla.[1]
- Aecio, supuesto cónsul y yerno del emperador Septimio Severo mencionado en la Historia Augusta.

## Romanos tardíos
- Aecio de Antioquía, teólogo del siglo IV y fundador del anomeanismo.
- Aecio, magister militum del siglo V
- Aecio, prefecto del pretorio del siglo V
- Aecio de Amida, médico y escritor bizantino del siglo VI